# Nos services publics
Nos services publics est une association déclarée à Paris le 10 octobre 2021. De sensibilité de gauche, elle œuvre pour la défense et la réhabilitation des services publics en France. Elle cherche à peser dans le débat public en publiant des études et des rapports. Le 23 juillet 2024, Lucie Castets, cofondatrice et porte-parole de l'association, est proposée par le Nouveau Front populaire comme Première ministre.

## Histoire

### Le collectif
Le collectif « Nos services publics » se constitue en avril 2021 pour défendre les services publics en France et lutter contre la « perte de sens dont témoignent les agents publics dans leurs missions »,. À sa fondation, le collectif dénonce la sous-traitance de missions de service public à des entreprises privées,,,. Selon lui, l'externalisation des services publics représente une charge pour les finances publiques évaluée entre 160 et 190 milliards d’euros par an,. Il affirme que cette externalisation est coûteuse et peu efficace parce qu'elle réduit la qualité du service rendu à la population,.
En septembre 2021, il publie une enquête sur la « Perte de sens chez les agents du service public », en s'appuyant sur les témoignages de plus de 4 500 fonctionnaires,. 

### L'association
Le 10 octobre 2021, l'association « Nos services publics » est déclarée à Paris. Son but est de « rassembler les agents participant au service public, fonctionnaires comme contractuels, et leurs sympathisants, pour retrouver ensemble du sens dans leur mission au quotidien ; plus spécifiquement, l'association constitue un collectif ouvert à tou ; te ; s qui a vocation à : constituer un lieu d'échange, de réflexion et de partage d'expériences pour reprendre conscience des métiers du service public, mais aussi pour donner les moyens d'agir différemment, au quotidien ; décrypter les limites structurelles du fonctionnement de l'administration et des services publics à une action publique efficace dont il nous semble indispensable de penser les alternatives ; reprendre la parole et faire entendre notre voix, en tant qu'agents des services publics, sur l'orientation et la finalité des politiques publiques que nous sommes chargé ; e ; s d'élaborer, de mettre en œuvre et d'évaluer, en particulier pour mettre en débat des idées dites dominantes ».
L'association réunit des agents de la fonction publique de l'État, des hôpitaux et des collectivités, soucieux de faire émerger une vision alternative et moins « gestionnaire » des services,.
Le 14 septembre 2023, l'association publie un « Rapport sur l’état des services publics » sur cinq thématiques : la santé, l'école, les transports, la justice et sécurité et le financement des services publics,. Selon l'administrateur des finances publiques Michel Le Clainche, ce rapport « a ouvert un débat sur la pertinence de certaines dépenses publiques (et de certaines économies) en matière d’éducation et de santé ».
Pendant la campagne des élections législatives de 2024, le collectif produit un comparateur des programmes politiques des principaux partis en ce qui concerne les services publics,.
Lucie Castets, cofondatrice et porte-parole de l'association, est proposée le 23 juillet 2024 par le Nouveau Front populaire comme Première ministre. Pour une autre porte-parole de l'association, Prune Helfter-Noah (d), ce choix « donne beaucoup d'espoir ».
Le développement de ce collectif s'inscrit dans une dynamique de politisation d'une nouvelle génération de hauts fonctionnaires.

## Ses analyses
D'après le collectif, la décentralisation s'est accompagnée d'une baisse des effectifs de fonctionnaires —  une diminution de 180 000 agents entre 2006 et 2018 — et certaines lois ont limité la possibilité des « pouvoirs publics à confier des missions à leurs propres opérateurs publics » afin de favoriser la mise en concurrence. Cela a conduit à une forte augmentation de l'externalisation, c'est-à-dire au recours à la sous-traitance. Le collectif regrette que cette externalisation soit contrainte, et estime qu'elle entraîne des surcoûts, notamment lorsque les sociétés privées doivent rémunérer leurs actionnaires. Le collectif reconnaît que l'externalisation peut entraîner des économies d'échelle, comme dans le cas de la restauration, mais que ce n'est pas le cas par exemple dans le domaine de l'informatique, où un sous-traitant peut facturer 1 500 euros pour une journée, alors qu'un fonctionnaire coûte moins cher,.
Le collectif indique que les missions de sous-traitance sont très variées, et peuvent consister à déléguer la réflexion sur l'action publique, les évaluations de l'action publique, et les conseils à ce sujet. Le collectif s'inquiète ainsi d'une perte de « souveraineté » et de compétence des pouvoirs publics. Le collectif s'inquiète également que les conditions de travail puissent se dégrader du fait du transfert aux sous-traitants, conduisant à une baisse de la qualité de service. Le collectif considère par ailleurs que la délégation aux sociétés privées conduit à une impossibilité de mutualiser les compétences entre les territoires. Et le collectif conclut : « Plutôt que de diminuer le coût pour du service tout en maintenant sa qualité, on en réduit la qualité tout en dégradant les finances publiques. »